# 台灣歷史小說獎
台灣歷史小說獎是由新台灣和平基金會所主辦的文學獎，首屆徵稿於2015年9月1日開始。
本獎徵選的作品為十萬字以上長篇小說，以台灣歷史人物、歷史事件或時代背景為主軸的創作。
本獎之獎金來自新台灣和平基金會創辦人兼董事長辜寬敏個人的信託捐獻，首獎一名將獲得台灣文學獎史上最高的新台幣120萬元獎金及獎座一座，佳作兩名總獎金新台幣50萬元（獎額分配由評審委員會決定）及獎座各一座。
開辦五屆以來，已有四屆首獎從缺。

## 歷屆概況

### 第一屆（2016）
台灣歷史小說獎首屆徵件於2015年9月1日至9月30日作業，入圍有
- 《血珊瑚：台鄭荷恩仇錄》、《身即地獄》、《高賽家族》、《逐鹿之海》、《遙遠的石門》、《播磨丸》、《 亂步萬水千山》

2016年3月21日舉辦頒獎典禮並公佈得獎結果。
- 首獎：從缺
- 佳作：李旺台 （页面存档备份，存于）《播磨丸 （页面存档备份，存于）》，獎金35萬及獎座一座。（圓神出版）
- 佳作：朱和之《逐鹿之海》，獎金15萬及獎座一座。（印刻出版）

### 第二屆（2017）
2016年9月1日至9月30日徵件，2017年3月19日舉辦頒獎典禮並公佈得獎結果。
- 首獎：從缺
- 佳作：林剪雲 （页面存档备份，存于）《叛之三部曲 首部曲：忤 （页面存档备份，存于）》，獎金20萬及獎座一座。（九歌出版）
- 佳作：陳耀昌《獅子花1875》，獎金20萬及獎座一座。（印刻出版，ISBN：978-986-387-184-2）
- 佳作：黃汶瑄《盡日 （页面存档备份，存于）》，獎金20萬及獎座一座。

### 第三屆（2018）
2017年9月1日至10月13日徵件，2018年3月17日舉辦頒獎典禮並公佈得獎結果。
評審：王家祥、甘耀明、朱宥勳、何致和、胡慧玲、徐如林、陳栢青（以上為作家）、徐淑卿（媒體人）、戴寶村（歷史學者）。
- 首獎：柯宗明《陳澄波密碼 （页面存档备份，存于）》，獎金120萬及獎座一座。ISBN 9789573283928
- 佳作：張英珉《阿香》，獎金30萬及獎座一座。

### 第四屆（2019）
2018年9月1日至9月30日徵件，共徵得 20 件作品。
評審：高翊峰、王家祥、徐如林、陳栢青等
2019年1月7日公告進入決選的六部作品：《羅漢門》、《Rio d’Ouro》、《福爾摩沙諸王記》、《蕉王吳振瑞》、《1662》與《血皇帝》；3月24日（日）下午二時在二二八國家紀念館頒布得獎結果。
- 首獎：從缺
- 佳作：錢映真《羅漢門》
- 佳作：李旺台《蕉王吳振瑞》

本屆首獎從缺，佳作由錢映真《羅漢門》、李旺台《蕉王吳振瑞》獲得。其中李旺台自第一屆台灣歷史小說獎再度獲選佳作，而錢映真《羅漢門》，則以朱一貴事件為背景，作品著重男性袍澤之間的同性情愫，堪稱別開生面，得獎別具意義。
自本屆落幕之後，主辦單位新台灣和平基金會王美琇宣布，為提升創作者寫作品質，自下屆起獎項改為兩年每徵稿一次，第五屆台灣歷史小說獎預計自2020年9月1日起徵稿。

### 第五屆（2021）
2019年11月19日，新台灣和平基金會宣布第五屆台灣歷史小說獎將於2020年9月1日開始收件，截止日期9月30日，郵戳為憑。第五屆規定首獎新台幣120萬元，佳作一至二名，獎金各頒發25萬元。2020年9月30日共徵得38件作品，35件符合資格進入初審，10件進入複審，2021年1月27日公告決選名單，分別是伶子《弄潮年代》、李旺台《大戇牯徐傍興》、甘耀明《成為真正的人》、鄧慧恩《光的禮物》與林芳瑜《待字》，共計5件作品進入決選。
- 首獎：從缺
- 佳作：李旺台《大戇牯徐傍興》

2021年4月17日於二二八國家紀念館舉辦頒獎典禮，首獎開辦五屆以來第四度從缺，而由李旺台以《大戇牯徐傍興》第三度獲得佳作，並頒獲獎金新台幣20萬。李旺台受獎時，表示「感謝評審不嫌棄（台語），得不得獎不重要，這個獎項已經是寫歷史小說很好的園地。」
| 徵件   | - 2019年5月公告徵件辦法 - 徵件期間：2020年9月1日至9月30日                        | - 2019年5月公告徵件辦法 - 徵件期間：2020年9月1日至9月30日 |
| 資格審 | 初步篩選符合徵文要求之作品                                                       | 初步篩選符合徵文要求之作品                                |
| 初審   | 九位評審，分三組審查。 每組三人，一組審查約12件。 共計遴選出10件作品，晉級複審。 | 八週                                                      |
| 複審   | 三組評審，交叉審查。 每組再審6至7件作品。 共計選出5件作品，入圍決審。            | 七週                                                      |
| 決審   | 得獎作品由另外五位決選評審共同議決。 一位複審代表可列席討論。                    | 六週                                                      |

| 初複審評審 | 王家祥、朱宥勳、何致和、高翊峰、陳栢青 | 作家     |
| 初複審評審 | 盛浩偉                                 | 編輯     |
| 初複審評審 | 李衣雲、戴寶村                         | 歷史學者 |
| 初複審評審 | 林芳玫                                 | 台文教授 |
| 決審評審   | 平路、宋澤萊                           | 作家     |
| 決審評審   | 李敏勇                                 | 詩人     |
| 決審評審   | 周婉窈                                 | 歷史學者 |
| 決審評審   | 胡長松                                 | 編輯     |

### 第六屆（2023）
本屆獎項改為授予已出版的作品的「推薦獎」和授予未出版作品的「創作獎」。「推薦獎」得主為巴代《暗礁》，印刻出版；「創作獎」得獎作品為張英珉《猩猩輝夫》。

## 得獎作品列表
| 屆次        | 名次   | 作品               | 作者   | 故事時代     | 相關歷史背景               | 出版社 | 出版年 | 備註                   |
| ----------- | ------ | ------------------ | ------ | ------------ | -------------------------- | ------ | ------ | ---------------------- |
| 第一屆 2016 | 首獎   | 從缺               | 從缺   | 從缺         | 從缺                       | 從缺   | 從缺   | 從缺                   |
| 第一屆 2016 | 佳作   | 《播磨丸》         | 李旺台 | 1945-1946年  |                            | 圓神   | 2016   |                        |
| 第一屆 2016 | 佳作   | 《逐鹿之海》       | 朱和之 | 1661年       | 鄭成功攻臺之役             | 印刻   | 2017   |                        |
| 第二屆 2017 | 首獎   | 從缺               | 從缺   | 從缺         | 從缺                       | 從缺   | 從缺   | 從缺                   |
| 第二屆 2017 | 佳作   | 《忤：叛之首部曲》 | 林剪雲 | 台灣戒嚴時期 | 屏東縣萬丹鄉               | 九歌   | 2017   |                        |
| 第二屆 2017 | 佳作   | 《獅頭花》         | 陳耀昌 | 1875年       | 獅頭社事件、清帝國開山撫番 | 印刻   | 2017   |                        |
| 第二屆 2017 | 佳作   | 《盡日》           | 黃汶瑄 | 1945年8月    | 盟軍轟炸台灣               | 蓋亞   | 2024   |                        |
| 第三屆 2018 | 首獎   | 《陳澄波密碼》     | 柯宗明 | 台灣戒嚴時期 | 228事件                    | 遠流   | 2017   | 開辦以來，首位首獎作品 |
| 第三屆 2018 | 佳作   | 《阿香》           | 張英珉 | 日治到戰後   |                            | 無     | 無     |                        |
| 第四屆 2019 | 首獎   | 從缺               | 從缺   | 從缺         | 從缺                       | 從缺   | 從缺   | 從缺                   |
| 第四屆 2019 | 佳作   | 《蕉王吳振瑞》     | 李旺台 | 日治到戰後   | 吳振瑞人生故事             | 鏡文學 | 2020   | 作者第二次獲選佳作     |
| 第四屆 2019 | 佳作   | 《羅漢門》         | 錢映真 | 清康熙末年   | 朱一貴事件                 | 衛城   | 2019   | 以筆名「錢真」出版     |
| 第五屆 2021 | 首獎   | 從缺               | 從缺   | 從缺         | 從缺                       | 從缺   | 從缺   | 從缺                   |
| 第五屆 2021 | 佳作   | 《大戇牯徐傍興》   | 李旺台 | 日治到戰後   | 徐傍興與美和中學           | 玉山社 | 2021   | 作者第三次獲選佳作     |
| 第六屆 2023 | 推薦獎 | 《暗礁》           | 巴代   | 1871年       | 八瑤灣事件                 | 印刻   | 2015   |                        |
| 第六屆 2023 | 創作獎 | 《猩猩輝夫》       | 張英珉 | 日治到戰後   | 李光輝 (台籍日本兵)        | 木馬   | 2025   | 作者第二次獲選         |

## 外部連結
- 官方網站 （页面存档备份，存于）